# Bookmate
Букмейт (англ. Bookmate, букв. «приятель по книге», «однокнижник») — международный сервис для чтения электронных книг и прослушивания аудиокниг по подписке. Был основан в России в 2007 году экс-сотрудниками издания Look At Me. В 2022 году права на бренд и технологическую платформу «Букмейта» в России и странах СНГ перешли «Яндексу», который запустил на его основе сервис «Яндекс Книги».

## История

### В России
«Букмейт» в 2007 году создали три бывших сотрудника издания Look At Me — программисты Андрей Зотов и Егор Хмелев и дизайнер Кирилл Тен. Изначально «Букмейт» был агрегатором и поисковиком по книжным магазинам, который подсказывал пользователю лучшую цену. В 2009 году создатели перезапустили его как приложение для чтения книг, одной из функций которого был поиск. К 2010 году у «Букмейта» была библиотека классической литературы, контракты с издателями на электронный выпуск современных произведений и платная подписка на книжный клуб с социальными механиками.
В 2010 году совладельцем «Букмейта» стал холдинг Dream Industries (DI), в который также входили стриминговый сервис Zvooq и образовательный ресурс «Теории и практики». В 2010 году «Букмейт» получил ангельские инвестиции на 500 тыс. долларов, в 2011 — 2 млн долларов от финского фонда Essedel, в 2014 — 3 млн долларов от «Юлмарта», а в 2016 — 2,5 млн долларов от неназванного институционального инвестора. После того, как DI прекратил своё существование в 2017 году, головной офис «Букмейта» переехал в Ирландию.

### В мире
С 2014 года «Букмейт» запускал региональные версии сервиса в новых странах с книгами на английском и местных языках. Сервис начинал работать в партнёрстве с операторами связи, которые получали комиссию за подписки своих клиентов (аналогичным образом выходили на новые рынки другие подписочные сервисы, например, Spotify). В 2014 году «Букмейт» запустился в Сингапуре в партнёрстве со StarHub, в 2015 — в Индонезии при поддержке Indosat, позднее — в Индии, Пакистане и других странах Азии, Европе, Латинской и Северной Америке.
Одним из ключевых регионов для «Букмейта» стала Скандинавия, где популярны как чтение, так и подписная модель. В ходе экспансии сервис сотрудничал с Telia Company, Tigo, МТС, Ooredoo, TDC, Kcell, Azercell, Indosat, Telmore и другими телеком-компаниями. К 2022 году локализованный «Букмейт» был доступен в 20 странах, в остальном мире была представлена его международная англоязычная версия. На 2019 год совокупная библиотека «Букмейта» насчитывала 12 млн книг, аудиокниг, комиксов и подкастов на 16 языках, в том числе на английском, испанском, русском, немецком и французском.
Сервис сотрудничает с сотнями издательств — как небольшими независимыми издательствами, так и крупнейшими международными издательскими домами HarperCollins, Macmillan Publishers, Egmont Books, Bloomsbury, Faber Factory и Harlequin.

### Яндекс
В июне 2022 года «Яндекс» приобрёл лицензию на технологическую платформу и права на использование бренда «Букмейта» в России и СНГ для развития сервиса на этих рынках. «Яндекс» запустил новое приложение и сайт для читателей из этих стран с возможностью импортировать данные из старого профиля и сделал «Букмейт» опцией в подписке «Яндекс Плюс». В сентябре 2024 года сервис сменил название на «Яндекс Книги».

## Проекты
В 2017—2022 годах «Букмейт» владел 51 % в независимом нон-фикшн издательстве Individuum, а с 2020 по 2022 год управлял издательством Popcorn Books. В августе 2022 года на фоне ухода международной компании из России оба проекта выкупил у «Букмейта» совладелец книжной сети «Читай-город—Буквоед» Денис Котов. 
В октябре 2022 года Министерство юстиции России внесло бывших физлиц-совладельцев Popcorn Books и международное юрлицо Bookmate Limited (не связанных с российским бизнесом, который перешёл к «Яндексу») в список иноагентов. Участники книжного рынка сочли это цензурой и связали с успехом квир-романа «Лето в пионерском галстуке» об отношениях пионера и вожатого в лагере позднесоветским летом 1986 года. При этом сама книга была издана с соблюдением всех требований закона о «пропаганде нетрадиционных ценностей».